# 弗朗索瓦·塞弗兰·马尔梭
弗朗索瓦·塞弗兰·马尔梭-德格拉维耶（法語發音：[fʁɑ̃swa sevəʁɛ̃ maʁso degʁavje]；1769年3月1日—1796年9月21日），法国大革命时期的将军，参与了旺代戰爭和第一次反法同盟战争。